# (466577) 2014 UX41
(466577) 2014 UX41 es un asteroide perteneciente al cinturón de asteroides, descubierto el 23 de octubre de 1998 por el equipo Spacewatch desde el Observatorio Nacional de Kitt Peak (Arizona, Estados Unidos).